# Гоккенгаймринг
49°19′40″ пн. ш. 8°33′57″ сх. д. / 49.327777777778° пн. ш. 8.5658333333333° сх. д.
Гокенга́ймринг (нім. Hockenheimring Baden-Württemberg) — гоночна траса, розташована недалеко від міста Гокенгайм, у федеральній землі Баден-Вюртемберг, Німеччина. Траса використовується для проведення Гран-Прі Німеччини з 1970 року.
| Назва                                    | Hockenheimring Baden-Württemberg        |
| Розташування                             | Гокенгайм, Баден-Вюртемберг, Німеччина  |
| Географічні координати                   | 49°19′40″ п. ш. 8°33′57″ с. д.          |
| Основні події                            | Формула-1,DTM, GP2, Формула-3           |
| Довжина траси                            | 4, 574 км.                              |
| Повороти                                 | 13                                      |
| Рекорд кола в теперішній конфігурації    | 1'13.780 Кімі Ряйкконен, McLaren (2004) |
| Статистика в чемпіонатах світу Формули 1 |                                         |
| Перший Гран-Прі                          | Гран-Прі Німеччини 1970 року            |
| Теперішній статус Гран-Прі               | Поводяться                              |
| Проведено Гран-Прі                       | 32 (станом на поч. 2012)                |
| Найбільше перемог в Гран-Прі на трасі    |                                         |
| Пілот                                    | Міхаель Шумахер (4)                     |
| Команда                                  | Williams, Ferrari (по 9)                |

У 2007 році перегони на цій трасі не проводилися, тому що було прийняте рішення про чергування проведення перегонів Формули-1 на трасах в Нюрбургу і Гоккенгаймі.

#### Історія
Гокенгаймринг побудований в 1932 році з використанням лісових доріг, як альтернатива трасі трасе Wildpark в Карлсруе. З 1936 року траса почала використовуватися автомобільними товариствами Mercedes-Benz і Auto Union для тестів своїх автомобілів. Автодром в 1938 році перейменували на Kurpfalzring, яка проіснувала до 1947 року. Після війни на автодромі почали проводитися мотоциклетні перегони.
Спочатку конфігурація автодрому становила близько 8-ми км довжини із двома протяжними прямими та затяжним поворотом Eastern (Східний) в лісі.
В 1965 році нова дорога загального користування Autobahn A6 відрізала місто від траси, тому вирішили побудувати нову секцію автодрому Motodrom. Після загибелі Джимі Кларка в перегонах Формули-2 в 1968 році, для підвищення рівня безпеки було добудовано 2 шикани і захисні бар'єри. В 1980 році також була додана шикана в Ostkurve (східна крива), після загибелі там Патріка Делає.
Ця конфігурація мала велику швидкісну секцію, яка проходила лісом, котра складалася з чотирьох прямих довжиною по 1,3 км, розбиті шиканами та повільну звивисту секцію «стадіону»(адже на ній були встановлені трибуни), із назвою Motodrom. В результаті, в налаштуваннях гоночних машин на Гоккенгаймринзі постійно потрібно було знаходити рівновагу між низькою прижимною силою (для швидкості) на швидкій секції і високою (для протяжних поворотів) — на повільній.
На початку 200-х років, FIA захотіла скоротити майже 7-кілометрову трасу для підвищення безпеки, погрожуючи не допустити проведення на ній Гра-Прі Форммули-1. Тоді влада землі Баден-Вюртемберг надала фінансування для модернізації автодрому під керівництвом Германа Тільке.
Нова версія автодрому була готовою прийняти Гран-Прі Німеччини 2002 року. Секція стадіону залишилася майже без змін (замінили дорожнє покриття та провели деякі зміни над першим поворотом — Nordkurve). А лісову секцію відрізали, асфальт з неї зняли і засадили молодими деревами, крім невеликої ділянки поблизу Ayrton Senna Kurve. Однак на старих ділянках траси тільки зеленіє трава, дерева покриватимуть ці ділянки досить довго.
Після побудови нових глядацьких трибун, автодром Гокенгаймринг вміщує близько 120 000 глядачів.

#### Переможці Гран-при Німеччини на трасі Гокенгаймринг
| Рік  | №. | Пілот              | Виробник         | Звіт |
| ---- | -- | ------------------ | ---------------- | ---- |
| 2010 | 57 | Фернандо Алонсо    | Ferrari          | -    |
| 2008 | 55 | Льюїс Гамільтон    | McLaren-Mercedes | -    |
| 2006 | 54 | Міхаель Шумахер    | Ferrari          | -    |
| 2005 | 53 | Фернандо Алонсо    | Renault          | -    |
| 2004 | 52 | Міхаель Шумахер    | Ferrari          | -    |
| 2003 | 51 | Хуан-Пабло Монтоя  | Williams-BMW     | -    |
| 2002 | 50 | Міхаель Шумахер    | Ferrari          | -    |
| 2001 | 49 | Ральф Шумахер      | Williams-BMW     | -    |
| 2000 | 48 | Рубенс Барікелло   | Ferrari          | -    |
| 1999 | 47 | Едді Ірвайн        | Ferrari          | -    |
| 1998 | 46 | Міка Гаккінен      | McLaren-Mercedes | -    |
| 1997 | 45 | Герхард Бергер     | Бенеттон         | -    |
| 1996 | 44 | Деймон Гілл        | Williams-Renault | -    |
| 1995 | 43 | Міхаель Шумахер    | Бенеттон         | -    |
| 1994 | 42 | Герхард Бергер     | Ferrari          | -    |
| 1993 | 41 | Ален Прост         | Williams-Renault | -    |
| 1992 | 40 | Найджел Менселл    | Williams-Renault | -    |
| 1991 | 39 | Найджел Менселл    | Williams-Renault | -    |
| 1990 | 38 | Айртон Сенна       | McLaren-Honda    | -    |
| 1989 | 37 | Айртон Сенна       | McLaren-Honda    | -    |
| 1988 | 36 | Айртон Сенна       | McLaren-Honda    | -    |
| 1987 | 35 | Нельсон Соуту Піке | Williams-Honda   | -    |
| 1986 | 34 | Нельсон Соуту Піке | Williams-Honda   | -    |
| 1984 | 32 | Ален Прост         | McLaren-TAG      | -    |
| 1983 | 31 | Р. Арну            | Ferrari          | -    |
| 1982 | 30 | П. Тамба           | Ferrari          | -    |
| 1981 | 29 | Нельсон Соуту Піке | Brabham-Ford     | -    |
| 1980 | 28 | Ж. Лаффіт          | Ligier-Ford      | -    |
| 1979 | 27 | А. Джонс           | Williams-Ford    | -    |
| 1978 | 26 | М. Андретті        | Lotus-Ford       | -    |
| 1977 | 25 | Н. Лауда           | Ferrari          | -    |
| 1970 | 18 | Й. Ріндт           | Lotus-Ford       | -    |

1. 1 2 3  Manipe F1